# Domsten
Domsten est une localité suédoise située dans la commune d'Helsingborg en Scanie.
Sa population était de 603 habitants en 2019.